# 庫爾基馬柴山
11°07′53″S 76°26′23″W / 11.13139°S 76.43972°W
庫爾基馬柴山（Qullqi Mach'ay），是秘魯的山峰，位於該國中部胡寧大區，由堯利省的聖巴巴拉德卡爾瓦卡揚區負責管轄，屬於安地斯山脈的一部分，海拔高度4,600米。